# ZandoZ Corp.
ZandoZ Corp. é um projeto de música eletrônica experimental concebido em 2005, em São Paulo, Brasil por Adriano Machado. 

O projeto consiste na elaboração de músicas dentro do estilo Industrial. 
 O slogan é: "Music for closed eyes" que em português seria: "Música para olhos fechados"

## Discografia

### Álbuns
- 2006 - Ergot
- 2008 - Organismus Palhaçus
- 2008 - Frankensteintizations Vol.1 (The remixes, 2008)
- 2008 - Suffocating Egos
- 2009 - Like Gears

https://web.archive.org/web/20141218135038/http://zandozcorp.com/

https://www.facebook.com/zandozcorp 

http://soundcloud.com/zandozcorp 